# Weltliteratur
Zur Weltliteratur werden literarische Werke gezählt, die über nationale und regionale Grenzen hinweg große Verbreitung gefunden haben und die gleichzeitig als für die Weltbevölkerung bedeutsam erachtet werden. Der Ansatz ist somit vergleichbar mit den Überlegungen, die zu einem Begriff wie Weltkulturerbe geführt haben. Der Begriff der „Weltliteratur“ wurde erstmals von Christoph Martin Wieland verwendet, der darunter jedoch Literatur für den homme du monde, den „Mann von Welt“ verstand. Goethe prägte den Begriff ab 1827 in seiner Zeitschrift Über Kunst und Altertum um und gab ihm dabei eine Bedeutung, die auch heute noch einen wesentlichen Bestandteil des Begriffs darstellt. Er verstand darunter die Literatur der Franzosen, Italiener, Deutschen, Engländer und Schotten, die aus einem übernationalen, kosmopolitischen Geist heraus geschaffen wurde.

## Begriffsverwendung
Heute umfasst der Begriff „Weltliteratur“ zwei verschiedene, methodisch nicht immer klar voneinander getrennte Vorstellungen: eine qualitative und eine quantitative Definition. Bei der qualitativen Begriffsdefinition wird davon ausgegangen, dass die internationale Verbreitung eines Werks allein noch keine hinreichende Bedingung für die Zuordnung zur Weltliteratur darstelle. Ausschlaggebend sind hingegen der beispielhafte künstlerische Wert des jeweiligen Werkes und sein Einfluss auf die Entwicklung der weltweiten Literatur. Voraussetzungen dafür sind auch Verständlichkeit bzw. Übersetzbarkeit, die z. B. durch den Verzicht auf Dialekt, durch die Verwendung einer Lingua franca oder auch durch ähnliche soziale Verhältnisse und Weltanschauungen im Rezeptionsbereich der Literatur erreicht werden. So sieht Fritz Martini im höfischen Epos des 12. und 13. Jahrhunderts, das sich – basierend auf keltischen und germanischen Grundlagen – von Frankreich über den Niederrhein bis nach Süddeutschland verbreitete und dabei nicht nur übersetzt, sondern immer wieder umgearbeitet wurde, eine „Art Weltliteratur“, die Haltungen und Anschauungen „zwischen den Völkern und Literaturen vermittelte“. Eine ähnliche sprachraumübergreifende Wirkung hatte das Vorbild der okzitanischen (altprovenzalischen) Literatur mit ihrer Trobadordichtung in Südfrankreich, Katalonien, Italien und darüber hinaus.
Für Goethe wird Nationalliteratur erst dann zur Weltliteratur, wenn sie über das gegenseitige Kennenlernen und Bezugnehmen hinaus die großen Aufgaben einer gemeinsamen Welt einschließlich des Wissens der jeweiligen Zeit umfassend darstellt. Das schließt auch historisches oder naturwissenschaftliches Wissen ein, setzt also eine umfassende Bildung voraus. „Teilnehmer“ waren für den alternden Goethe jedoch auch für die Zukunft nur Franzosen, Italiener, Deutsche, Engländer und Schotten.
Eine Einigung über allgemein anerkannte Kriterien, um zu entscheiden, welchen Werken weltliterarischer Rang zugestanden werden kann, ist nicht einfach, zumal durch Epoche und Region gegebene Spezifika der Entstehungssituation der einzelnen Werke zu berücksichtigen sind. Deshalb ist diese kanonisch gewordene Verwendung des Begriffs „Weltliteratur“ problematisch, darüber hinaus haben verschiedene Nationen und Völker kulturell bedingt unterschiedliche Perspektiven auf die Bedeutung von Literatur. So besteht beispielsweise im Abendland die Tendenz zu einer gewissen Nabelschau: Selbst grundlegende Werke wie die Ilias oder die Bibel können kaum als „weltweites“ kulturelles Eigentum begriffen werden.
Nach dem Zweiten Weltkrieg unterzogen Komparatisten wie der französische Literaturwissenschaftler René Etiemble den Begriff daher einer fundamentalen Revision. Der neue quantitative Begriff von Weltliteratur hat „die Weltliteratur als Totalität im Blick“ und kritisiert die qualitativ wertende Auffassung von Weltliteratur als „eurozentrisch“.
Angesichts des Umfangs der hier zu berücksichtigenden Literatur bleibt diese zweite Definition von Weltliteratur zwar eine Utopie. Doch drängen seit den 1980er Jahren immer mehr Autoren aus Ländern mit einem schwach entwickelten Verlagswesen auf die großen Buchmärkte Nordamerikas und Europas, teils auch weil sie in ihren postkolonialen Heimatländern verfolgt wurden oder wirtschaftlich keinerlei Chancen sehen. Dadurch und durch die Konzentration im internationalen Verlagswesen mit seinen immer leistungsfähigeren, zunehmend digitalen Distributionsapparaten, die für rasche Übersetzung und internationalen Vertrieb sorgen, entsteht ein „Weltbuchmarkt“. Auf diesem wird einerseits der Einfluss vom Geschmack dieser Märkte abhängiger, angeglichener Stile und Schreibmethoden deutlich (z. B. Kreatives Schreiben); andererseits kann sich darin ein neues kulturellen Selbstbewusstsein der postkolonialen Autoren ausdrücken.